# 第30回日本アカデミー賞
第30回日本アカデミー賞は、2007年（平成19年）2月16日に発表・授賞式が行われた、第30回記念日本アカデミー賞。司会は関口宏と吉永小百合。

## 概要
今回は主演男優賞にノミネートされる予定だった木村拓哉が辞退した影響で大混戦となった。今年から新たにアニメーション作品賞が設けられた。
テレビ放送では新人賞発表の際、音声が全く聞こえなくなり、裏で対応に追われるスタッフの声が流れてしまった。

## 最優秀作品賞
- フラガール

### 優秀作品賞
- 明日の記憶
- 男たちの大和/YAMATO
- THE 有頂天ホテル
- 武士の一分

## 最優秀アニメーション作品賞
- 時をかける少女

### 優秀アニメーション作品賞
- あらしのよるに
- ゲド戦記
- ブレイブ・ストーリー
- 名探偵コナン 探偵たちの鎮魂歌

## 最優秀監督賞
- 李相日（フラガール）

### 優秀監督賞
- 佐藤純彌（男たちの大和 YAMATO）
- 中島哲也（嫌われ松子の一生）
- 三谷幸喜（THE 有頂天ホテル）
- 山田洋次（武士の一分）

## 最優秀脚本賞
- 李相日・羽原大介（フラガール）

### 優秀脚本賞
- 砂本量・三浦有為子（明日の記憶）
- 中島哲也（嫌われ松子の一生）
- 三谷幸喜（THE 有頂天ホテル）
- 山田洋次・平松恵美子・山本一郎（武士の一分）

## 最優秀主演男優賞
- 渡辺謙（明日の記憶）

### 優秀主演男優賞
- オダギリジョー（ゆれる）
- 妻夫木聡（涙そうそう）
- 寺尾聰（博士の愛した数式）
- 役所広司（THE 有頂天ホテル）

## 最優秀主演女優賞
- 中谷美紀（嫌われ松子の一生）

### 優秀主演女優賞
- 檀れい（武士の一分）
- 長澤まさみ（涙そうそう）
- 樋口可南子（明日の記憶）
- 松雪泰子（フラガール）

## 最優秀助演男優賞
- 笹野高史（武士の一分）

### 優秀助演男優賞
- 大沢たかお（地下鉄に乗って）
- 香川照之（ゆれる）
- 佐藤浩市（THE 有頂天ホテル）
- 松山ケンイチ（デスノート 前編）

## 最優秀助演女優賞
- 蒼井優（フラガール）

### 優秀助演女優賞
- 蒼井優（男たちの大和 YAMATO）
- 富司純子（フラガール）
- もたいまさこ（かもめ食堂）
- 桃井かおり（武士の一分）

## 話題賞

### 俳優部門
- 塚地武雅（間宮兄弟）

### 作品部門
- フラガール

## 新人俳優賞
- 須賀健太（花田少年史 幽霊と秘密のトンネル）
- 塚地武雅（間宮兄弟）
- 速水もこみち（ラフ ROUGH）
- 松山ケンイチ（男たちの大和 YAMATO）
- 蒼井優（フラガール）
- 檀れい（武士の一分）
- 山崎静代（フラガール）
- YUI（タイヨウのうた）

## 最優秀音楽賞
- ガブリエル・ロベルト・渋谷毅（嫌われ松子の一生）

### 優秀音楽賞
- 大島ミチル（明日の記憶）
- 冨田勲（武士の一分）
- 久石譲（男たちの大和 YAMATO）
- 本間勇輔（THE 有頂天ホテル）

## 最優秀撮影賞
- 長沼六男（武士の一分）

### 優秀撮影賞
- 阿藤正一（嫌われ松子の一生）
- 阪本善尚（男たちの大和 YAMATO）
- 山本英夫（THE 有頂天ホテル）
- 山本英夫（フラガール）

## 最優秀照明賞
- 中須岳士（武士の一分）

### 優秀照明賞
- 木村太朗（嫌われ松子の一生）
- 大久保武志（男たちの大和 YAMATO）
- 小野晃（フラガール）
- 小野晃（THE 有頂天ホテル）

## 最優秀美術賞
- 松宮敏之・近藤成之（男たちの大和 YAMATO）

### 優秀美術賞
- 桑島十和子（嫌われ松子の一生）
- 種田陽平（THE 有頂天ホテル）
- 種田陽平（フラガール）
- 出川三男（武士の一分）

## 最優秀録音賞
- 松陰信彦・瀬川徹夫（男たちの大和 YAMATO）

### 優秀録音賞
- 岸田和美（武士の一分）
- 志満順一・太斉唯夫（嫌われ松子の一生）
- 白取貢（フラガール）
- 瀬川徹夫（THE 有頂天ホテル）

## 最優秀編集賞
- 小池義幸（嫌われ松子の一生）

### 優秀編集賞
- 石井巌（武士の一分）
- 今井剛（フラガール）
- 上野聡一（THE 有頂天ホテル）
- 米田武朗（男たちの大和 YAMATO）

## 最優秀外国作品賞
- 父親たちの星条旗

### 優秀外国作品賞
- クラッシュ
- ダ・ヴィンチ・コード
- パイレーツ・オブ・カリビアン/デッドマンズ・チェスト
- ホテル・ルワンダ

## 会長特別賞
- 伊福部昭（音楽）
- 今村昌平（監督）
- 田村高廣（俳優）
- 丹波哲郎（俳優）
- 永山武臣（松竹）

## 会長功労賞
- 「LIMIT OF LOVE 海猿」企画チーム

## 岡田茂賞
- 株式会社 ロボット

## 協会特別賞
- 鈴木和幸（映画美術特殊工作）